# Crossley Carpets Tournament 1980
Crossley Carpets Tournament 1980, також відомий під назвою Chichester Tournament,  — жіночий тенісний турнір, що проходив на відкритих кортах з трав'яним покриттям Oaklands Park у Чичестері (Англія). Належав до турнірів категорії AA Colgate Series в рамках Туру WTA 1980. Відбувсь удесяте й востаннє і тривав з 8 червня до 14 червня 1980 року. Перша сіяна Кріс Еверт-Ллойд здобула титул в одиночному розряді й отримала за це 20 тис. доларів США.

## Фінальна частина

### Одиночний розряд
Кріс Еверт-Ллойд —  Івонн Гулагонг Коулі 6–3, 6–7(4–7), 7–5
- Для Еверт-Ллойд це був 3-й титул в одиночному розряді за сезон і 96-й — за кар'єру.

### Парний розряд
Пем Шрайвер /  Бетті Стов —  Розмарі Казалс /  Венді Тернбулл 6–4, 7–5

## Розподіл призових грошей
| Дисципліна       | П       | F       | ПФ     | ЧФ     | 1/8    | 1/16 | 1/32 |
| Одиночний розряд | $20,000 | $10,000 | $4,800 | $2,050 | $1,000 | $550 | $250 |

## Нотатки
1. ↑  Турніри з призовими для жінок принаймні 100 тис. доларів.[1]